# Kavuk (Kopfbedeckung)
Der Kavuk ist eine Turbanvariante.

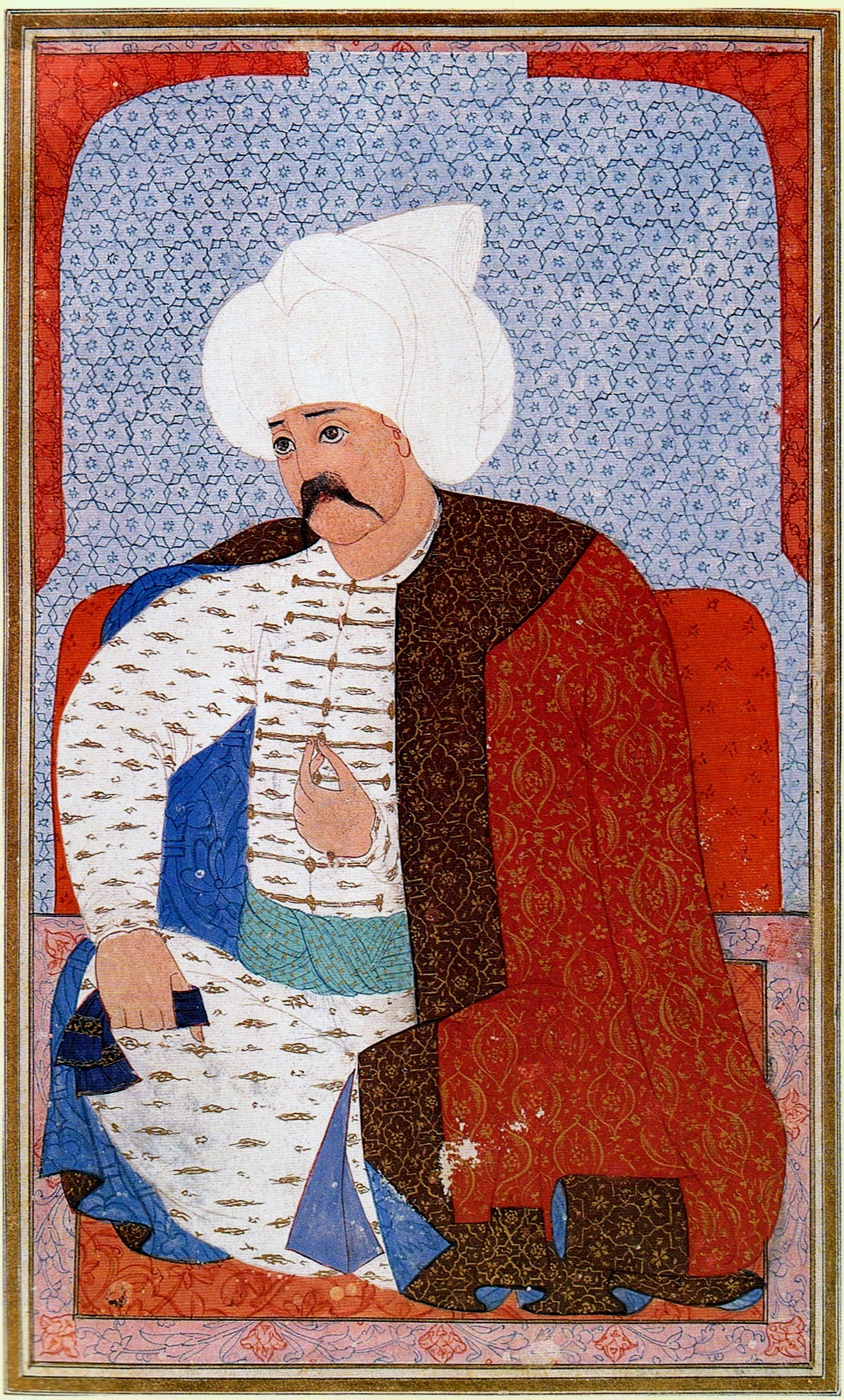
Sultan Selim I. mit Kavuk, 16. Jh.

Seit der Einführung des Kavuk durch Sultan Selim I. im frühen 16. Jahrhundert änderte der Kavuk immer wieder Form, Ausmaße, Farbe und Dekor. 
Im Osmanischen Reich waren Form und Farbe des Kavuks Zeichen für die Gesellschaftsschicht, zu der der Träger gehörte, bzw. welches Amt er innehatte. Im Jahr 1842 wurde der Kavuk in einer Kleidungsreform Sultan Mahmuds II. durch den Fez ersetzt. 

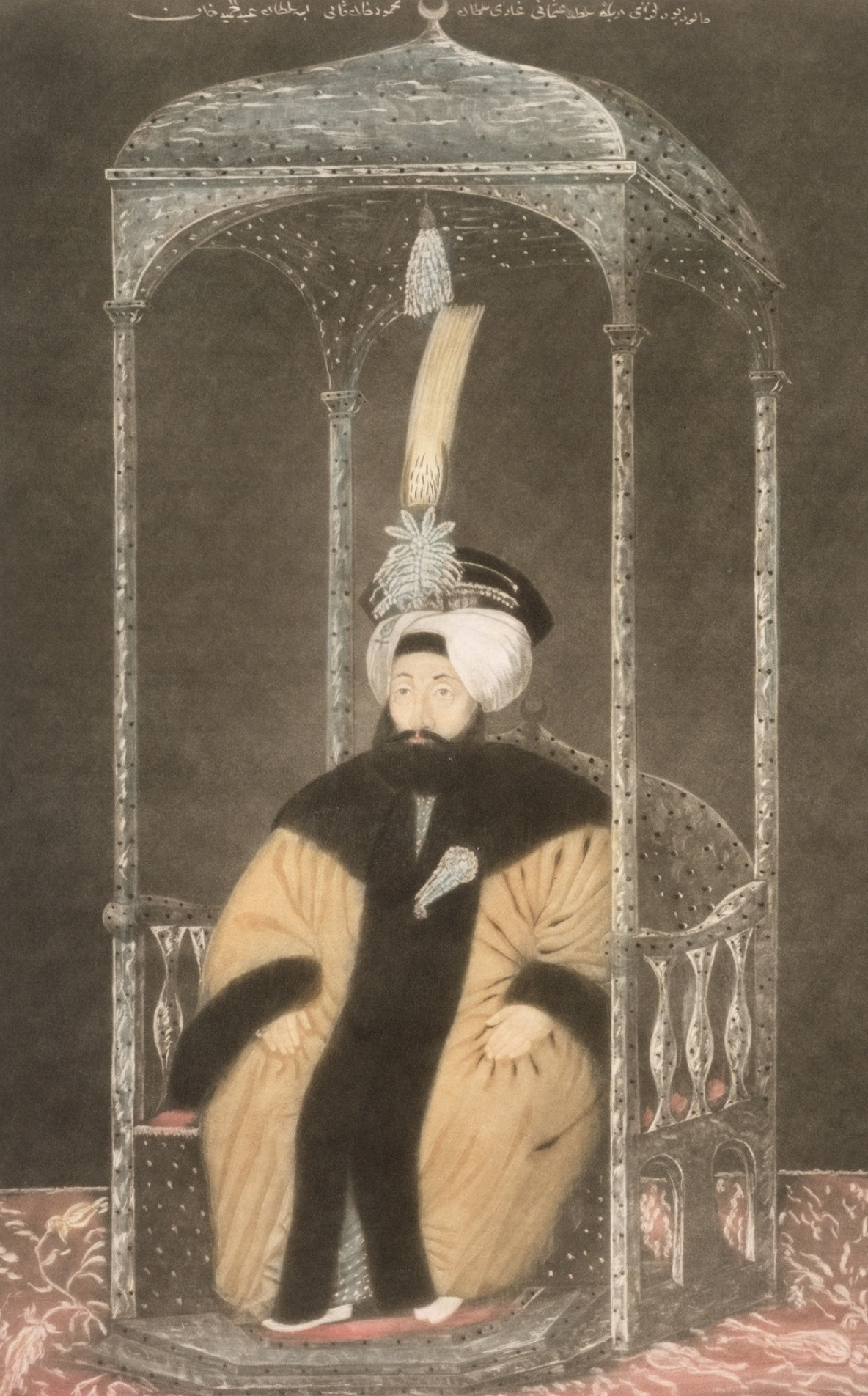
Sultan Mahmud II., 1815
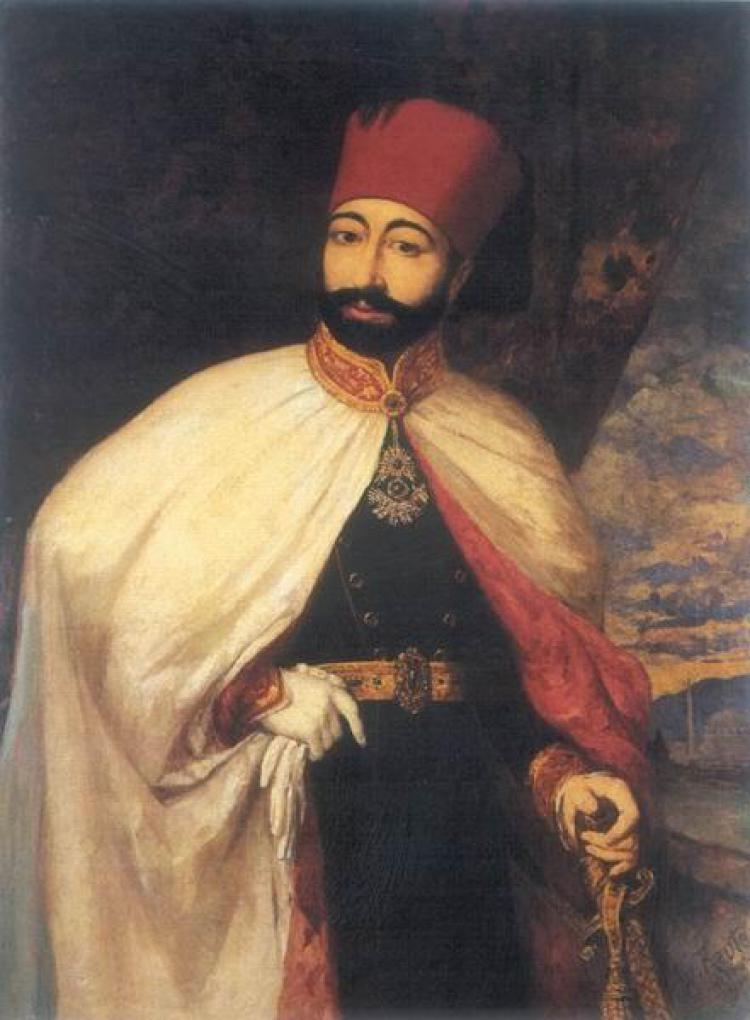
Sultan Mahmud II., nach 1828